# Vịt kêu đồng
Vịt kêu đồng là một bộ phim truyền hình được thực hiện bởi Hãng phim Truyền hình Thành phố Hồ Chí Minh, Đài Truyền hình Thành phố Hồ Chí Minh do Lê Phương Nam làm đạo diễn. Phim được chuyển thể từ bút ký Trôi dạt những mảnh đời của nhà văn Trần Thôi. Phim phát sóng vào lúc 18h00 từ Chủ Nhật đến thứ 4 hàng tuần bắt đầu từ ngày 19 tháng 5 năm 2010 và kết thúc vào ngày 1 tháng 6 năm 2010 trên kênh HTV9.

## Nội dung
Vịt kêu đồng xoay quanh cuộc sống của những người nông dân nghèo khắc khoải theo tiếng vịt kêu đồng. Họ phải phải chống chọi với dịch bệnh và công cuộc mưu sinh vất vả. Hai Hên (Ngọc Hùng) là một bộ đội xuất ngũ, vốn mồ côi cha mẹ từ thuở nhỏ, lại không nhà không cửa nên vừa xuất ngũ, Hai Hên đã vay vốn xoá đói giảm nghèo nuôi một đàn vịt với mong ước từ đây sẽ gầy dựng được một miếng đất trồng cây ăn trái. Trong những lần cho vịt chạy đồng, Hai Hên đem lòng yêu Thắm (Mộng Trúc) và được cô đáp lại. Tuy nhiên, tình yêu của họ luôn vấp phải sự phản đối quyết liệt của ông Năm Na (Lê Bình) – cha của Thắm. Sự cản trở của ông cùng tình yêu đơn phương của cô chủ tịch xã Tư Bông (Thúy Diễm) dành cho Hai Hên khiến tình yêu của Hai Hên và Thắm chòng chành như chiếc ghe nhỏ gặp sóng lớn...

## Diễn viên
- Mộng Trúc trong vai Thắm[7]
- Ngọc Hùng trong vai Hai Hên[7]
- Hoàng Sơn trong vai Sáu Bé[7]
- Lê Bình trong vai Ông Năm Na[7]
- Hạnh Thúy trong vai Vợ Sáu Bé
- Hoàng Nhân trong vai Tư Thuận
- Thúy Diễm trong vai Tư Bông
- Quách Khoa Nam trong vai Út Chót

Cùng một số diễn viên khác....

## Ca khúc trong phim
Bài hát trong phim là ca khúc "Gió ngược sông chiều" do Ngọc Sơn sáng tác và Lam Tuyền thể hiện.

## Giải thưởng
| Năm  | Giải thưởng         | Hạng mục                                | (Người) đề cử | Kết quả        | Tham khảo   |
| ---- | ------------------- | --------------------------------------- | ------------- | -------------- | ----------- |
| 2010 | Giải Cánh diều 2009 | Phim truyện truyền hình                 | —             | Cánh diều vàng | [ 6 ] [ 8 ] |
| 2010 | Giải Cánh diều 2009 | Nam diễn viên chính xuất sắc            | Hoàng Sơn     | Đoạt giải      | [ 7 ]       |
| 2011 | HTV Awards          | Nam diễn viên chính được yêu thích nhất | Hoàng Sơn     | Đề cử          | [ 9 ]       |
| 2011 | HTV Awards          | Nữ diễn viên phụ được yêu thích nhất    | Hạnh Thúy     | Đề cử          | [ 9 ]       |
| 2011 | HTV Awards          | Nam diễn viên phụ được yêu thích nhất   | Lê Bình       | Đoạt giải      | [ 10 ]      |